# Kanda, Kodža i Nebojša
Kanda, Kodža i Nebojša je glazbeni sastav iz Beograda.

## Nastanak i prvi album
Grupa Kanda, Kodža i Nebojša (KKN) je osnovana 1991. godine u Beogradu. Prvu postavu grupe činili su: Oliver Nektarijević (vokal), Vladislav Rac (bas-gitara), Rastko Lupulović (električna gitara) i Stevan Dimitrijević (bubanj). Ime sastava je nastalo igrom riječi između Rastka i jednog njegovog prijatelja.
Prvi album - "Guarda Toma!" iz 1996. zapravo je mješavina studijski snimljenih pjesama i snimaka s koncerata održanih tokom 1995. godine u Domu omladine, KST-u i Bitefu u Beogradu. U međuvremenu, član grupe postao je Marko Petronijević (truba). Na albumu sudjeluje i Dejan Vučetić Vuča iz grupe Darkwood Dub, a album je izdat za Metropolis records. Na ovom albumu čuje se velika energija i živost koncertnih nastupa KKN-a. Najveći hit s ovog albuma je pjesma "Priroda". Za razliku od originalnog izdanja snimljenog na kazeti, na izdanju iz 2002., snimljenom na CD-u, zajedno s pjesmama KKN-a nalazi se i debitantski album grupe Veliki prezir.
Ubrzo, Rastko Lupulović odlazi iz sastava i zamonašuje se u samostanu Dečani, a gitaru u grupi preuzima Ivan Topisirović Top.

## Proboj grupe i prekid rada
Drugi album, pod nazivom "Igračka plačka", izdat je 1998. godine za B92. Album je djelomice politički angažiran, što se, osim u njegovom naslovu, čuje najviše u pjesmi "Proći će i njihovo". Shodno društvenim prilikama, ovaj album, nešto mirniji i mračniji nego prethodni, krase i pjesme: "Right Direction", "S.A.T.", "Štastopojo", "Mediteran". Albumom "Igračka plačka", koji je, iako produkciono nesavršen, ponekad pominjan kao najbolji srbijanski album devedesetih, KKN se probija u vrh beogradske i jugoslavenske glazbe alternativnog i progresivnog zvuka.
Ubrzo potom, Stevan Dimitrijević napušta grupu, a na njegovo mjesto dolazi Vladan Rajović.
Treći album - "Become" (B92, 2000) je, s iznimkom pjesme "Izlazim", u potpunosti otpjevan na engleskom jeziku. Muzički, primjetno je skretanje ka reggae-u i acid jazz-u, uz povremeno korištenje novih instrumenata kao što su: violina, klavir, trombon, flauta i drombulje. Najveći hitovi s ovog albuma su pesme "Righteous", "Life", "Nightmare" i "Izlazim", uz pjesmu s najkraćim nazivom - "E". I ovaj se album odlikuje dubokom sviješću o društvenom trenutku, ovaj put nešto univerzalnijom i prefinjenijom - tim prije što je upotrebljen engleski jezik - ali vrlo primjetnom.
Sljedeće godine, zbog odlaska Topisirovića u SAD i općeg stvaralačkog zamora, grupa odlučuje prestati s radom, na razočaranje publike. Oproštajni koncert održan je 11. svibnja 2001. u dvorištu beogradskog SKC-a.

## Druga postava i daljnji razvoj
Nakon vlastitog odlaska u SAD i povratka u Beograd 2003. godine, Nektarijević oko sebe okuplja novu ekipu glazbenika. Novu postavu grupe, osim njega i Rajovića, čine: Nenad Pejović (gitara), Nikola Novaković (gitara) i Branislav Dragović (bas). Naziv grupe, međutim, ostaje nepromijenjen.
KKN snimaju novi album i izdaju ga 2005. godine, pod nazivom "Prekidi stvarnosti" (PGP RTS). Ovaj album, instrumentalno i tekstualno, predstavlja najzrelije ostvarenje sastava. S drugačijom i svježijom atmosferom, pjesme ovog albuma odišu novom energijom i izlaze van žanrovskih okvira. Izdvajaju se: "Plaše dečake", "Kad oživimo", "Ton po ton" i Oliverov, nekoliko godina ranije nastali, solo izraz: "Ahead There". Na albumu se prepliću reggae, jazz, rock i heavy metal. Album također karakteriziraju različiti jezici izražavanja: šest je pjesama napisano na srpskom, a četiri na engleskom jeziku. "Prekidi stvarnosti" je izabran za najbolji album u Srbiji u izboru internet magazina Popboks.
Naredni album KKN-a bi trebalo da bude izdat 2008. godine.

## Diskografija
- "Guarda Toma!" (Metropolis records, 1996.)
- "Igračka plačka" (Radio B92, 1998.)
- "Become" (FreeB92, 2000.)
- "Prekidi stvarnosti" (PGP RTS, 2005.)
- "Deveti život" (PGP RTS, 2008.)
- "Manifest" (Exit Label, 2011.)
- "Volja za noć" (Odličan Hrčak, 2014.)
- "Uživo!" (Odličan Hrčak, 2017.)

## Vanjske poveznice
- Kanda, Kodža i Nebojša - Službena stranica
- Kanda, Kodža i Nebojša - MySpace
- Balkanrock intervju sa Nenadom Pejovićem i Oliverom Nektarijavićem